# ウィッシュ・ルーム
『ウィッシュ・ルーム』（The Room）は、2019年のフランス・ベルギー・ルクセンブルク合作のスリラー映画。
監督はクリスチャン・ヴォルクマン、出演はオルガ・キュリレンコとケヴィン・ヤンセンスなど。
田舎町の廃墟のような邸宅を購入した若い夫婦が、願った物がなんでも手に入る奇妙な隠し部屋を見つけたことで欲望を暴走させていくさまを描いている。

## ストーリー
30代の夫婦、マットとケイトはニューヨーク州北部の人里離れた大邸宅に引っ越してくる。そして、前の住人が残した家具などを片付けていると、願った「モノ」なら何でも手に入る奇妙な部屋を発見する。2人は大金や宝石、高価な絵画を手に入れ、屋敷内で派手に遊び暮らすようになるが、すぐに飽きてしまう。そんなある日、ケイトはこれまで2度の流産を経験したことで諦めていた赤ん坊を願って手に入れてしまう。これに猛反発したマットはケイトに赤ん坊を消すように「部屋」で願えと言うが、ケイトはどうしてもできない。マットもまた赤ん坊の無垢な姿に消すことを諦める。
部屋の秘密を探ろうと考えたマットは、この屋敷の前の住人である夫婦を殺害し、現在終身刑で服役中の身元不明の犯人「ジョン・ドゥ」に面会に行く。ドゥはマットに「夫婦を殺すしかなかった」と告げ、「部屋」のことを忘れてすぐに屋敷から出るように言う。
刑務所からの帰り道、「部屋」で手に入れた金がポケットの中で灰になっていることに気づいたマットは、「部屋」で手に入れたものはどれも屋敷の外に出すと、すぐに朽ちてしまうことを知る。その事実をケイトに告げるべきか悩むマットの忠告を無視して、ケイトは赤ん坊を連れて散歩に出てしまうが、すぐに赤ん坊に異変が生じ、かけつけたマットが赤ん坊を屋敷内に連れ戻すと、赤ん坊は少年に成長してしまっていた。こうして2人はシェーンと名付けた子供を屋敷から一切出さずに育てることになるが、シェーンは屋敷から出られないことに不満を抱き、ケイトに反発するようになる。そんなある日、シェーンは「部屋」の存在を知り、その中に森を作ってしまう。危険を感じたマットは「部屋」を閉ざして鍵をしまう。そこに刑務所からジョン・ドゥが電話をかけてくる。これにシェーンが出たことから、ドゥは全てを察し、電話を代わったマットに、自分もシェーンと同様に、屋敷の前の住人である夫婦が「部屋」で手に入れた子供であり、その「虚構」の子供が現実の人間になるには「創造主」、つまりシェーンにとってはケイトが死ぬしかないことを告げる。そして、ドゥは自分の両親が息子を生かすために自ら死を選んだことを告白すると、マットに妻と息子のどちらを選ぶか迫る。マットとドゥの会話を別の受話器で聞いていたケイトは激しいショックを受けて屋敷を車で飛び出し、事故を起こして死のうとするがどうしてもできない。一方、電話に出ず、なかなか戻らないケイトに苛立ったマットはシェーンに自分とケイトが本当の両親ではなく、シェーンが虚構の存在であることを明かしてしまう。しばらくして、ケイトは屋敷に戻る。そしてケイトとマットは激しく愛し合う。その様子をシェーンは覗き見る。
翌朝、シェーンは密かに屋敷を出て、青年に成長すると、マットとケイトに銃を向ける。そして銃を取り上げようとしたマットとシェーンが揉み合う中でケイトは頭を打って気を失う。しばらくして目覚めたケイトに、マットは銃の暴発でシェーンが死に、その遺体を屋敷の外に出して灰にしたことを告げる。しかし、そのマットは実はシェーンが化けた姿であり、シェーンは「部屋」で作った「虚構」の世界にケイトを連れて来ていたのである。普段とは違うマットの姿に不審を抱いたケイトは、マットがケイトに性的関係を迫ったことをきっかけに、マットの正体がシェーンであることを知って逃げ出す。一方、「部屋」を通じて「虚構」の世界にやって来たマットはケイトを救い出そうとするが、シェーンの思うがままになる「虚構」の世界で2人は屋敷内の迷宮から出られなくなる。そこで2人は「部屋」で自分たちの姿を模した囮を用意し、シェーンがその囮を相手にしている隙に屋敷を逃げ出すことに成功すると、「部屋」を通じて現実の世界に戻る。2人を追いかけて来たシェーンはマットに飛びかかると、2人はそのまま屋敷の外に飛び出し、ケイトは中から扉を閉める。こうしてシェーンは急速に老化して灰になる。
1ヶ月後、マットとモーテル暮らしをしているケイトは妊娠検査キットで陽性であること知って呆然とする。果たしてこの子はマットとの子なのか？それとも虚構なのか・・・？

## キャスト
- ケイト: オルガ・キュリレンコ - ロシア語翻訳家。
- マット: ケヴィン・ヤンセンス（英語版） - ケイトの夫。ベルギー出身の画家。
- シェーン（少年期）: ジョシュア・ウィルソン[2]
- ジョン・ドゥ: ジョン・フランダース[3]
- シェーン（青年期）: フランシス・チャップマン[4]

## 日本公開
日本国内においては劇場未公開となっている。DVD盤がギャガより2021年2月3日に発売。

## 評価
AlloCinéによれば、5件のメディアによる評価は平均して5点満点中2.3点となっている。Rotten Tomatoesによれば、14件の評論のうち、高評価は71%にあたる10件で、平均点は10点満点中5.76点となっている。